# Лива (река)
Лива — река в Мурманской области России. Протекает по территориям городских округов город Мончегорск с подведомственной территорией и Ковдорский район и территории Кольского района. Впадает в озеро Верхнее Чалмозеро.
Длина реки составляет 50 км. Площадь бассейна 349 км². Скорость течения 0,4-0,5 м/с.
Берёт начало в тундрах Кольского района на высоте 380 м над уровнем моря. Протекает по лесной, местами болотистой местности. Порожиста. Проходит в среднем течении через озеро Ливозеро. Впадает в Верхнее Чалмозеро на высоте 137,2 м над уровнем моря.
По данным государственного водного реестра России, относится к Баренцево-Беломорскому бассейновому округу, водохозяйственный участок реки — река Нива, включая озеро Имандра. Речной бассейн реки — бассейны рек Кольского полуострова и Карелии.

## Данные водного реестра
Код объекта в государственном водном реестре — 02020000312101000009960.

## Галерея

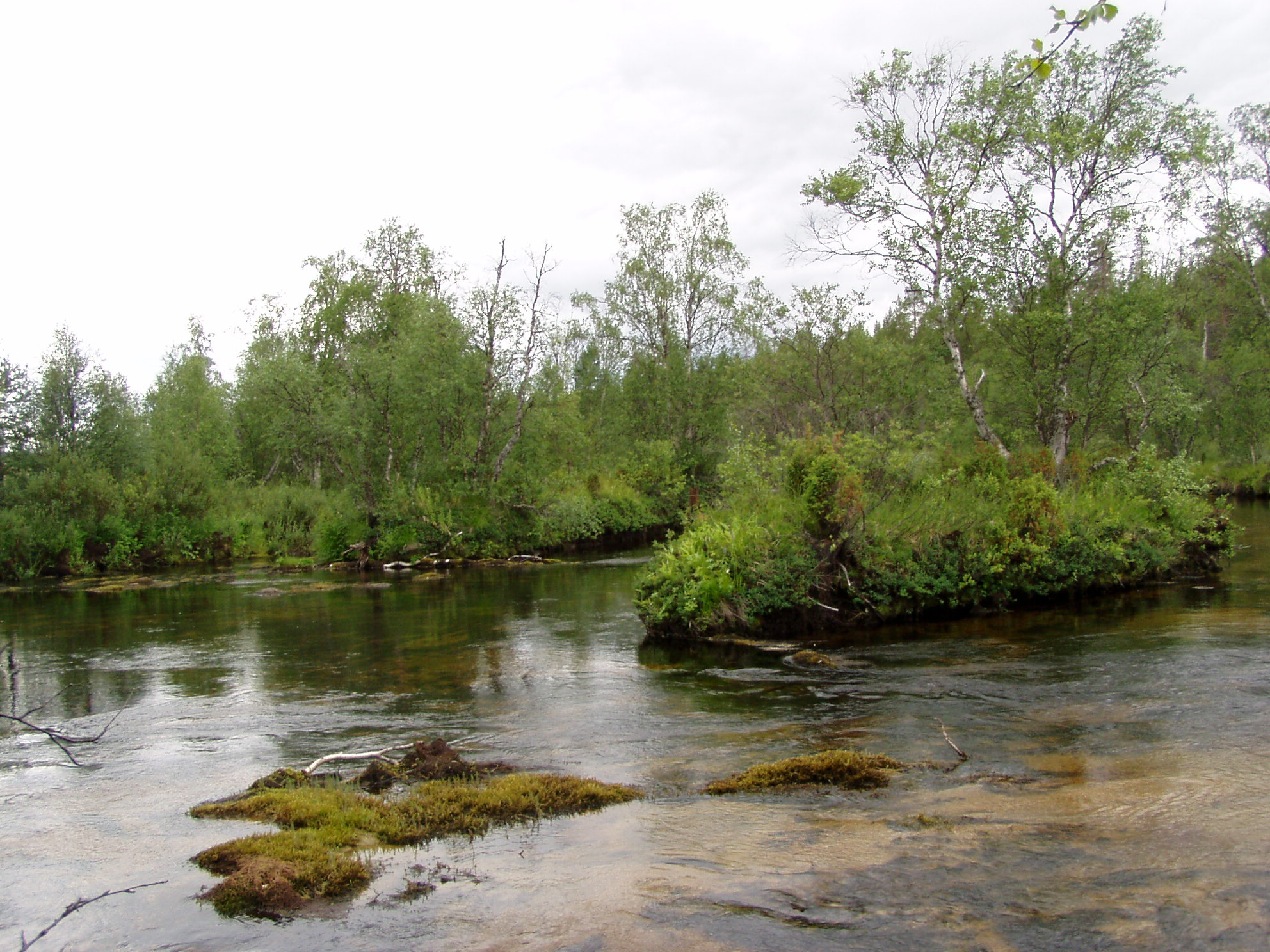
Пороги
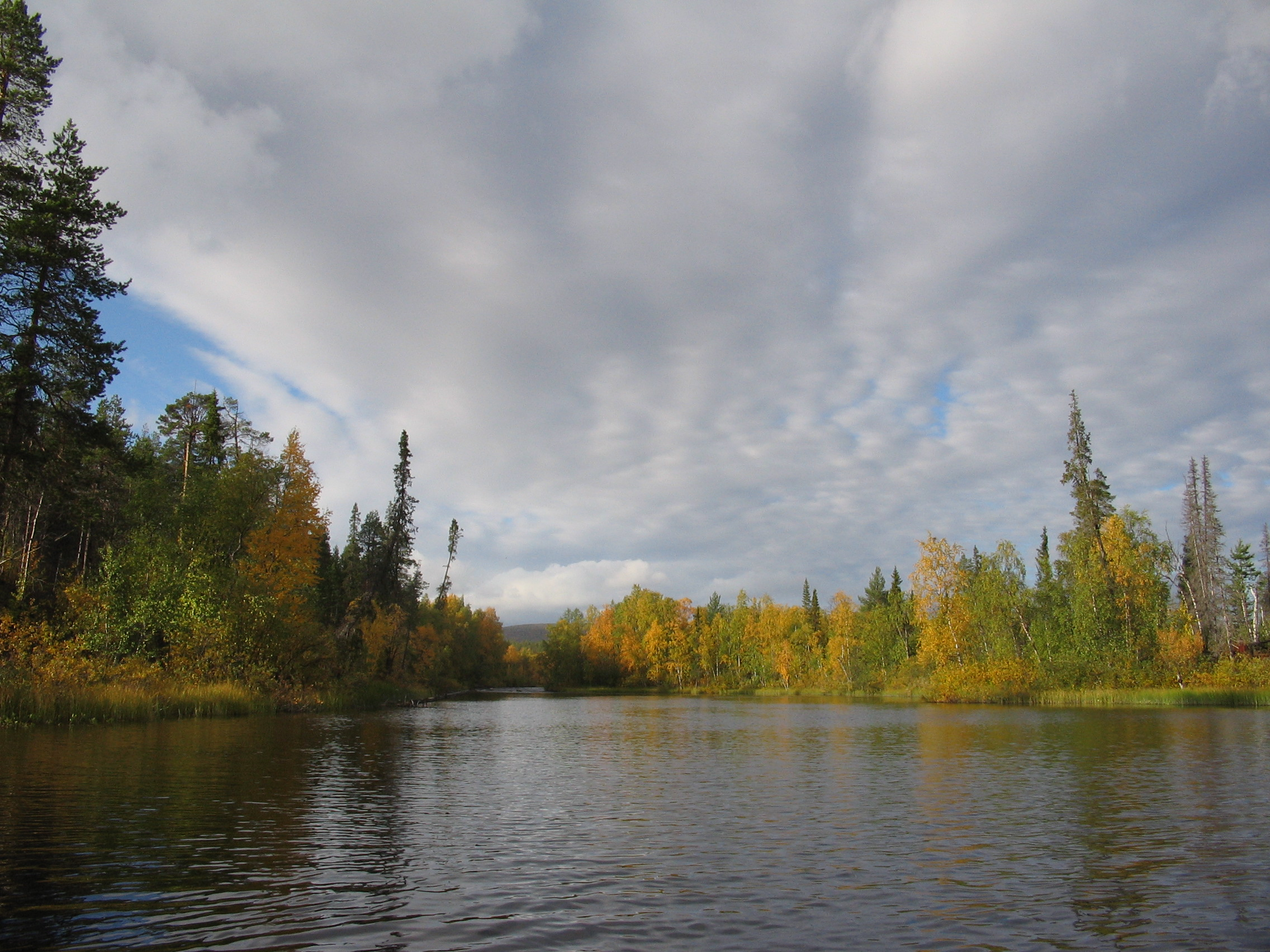
Равнинная часть
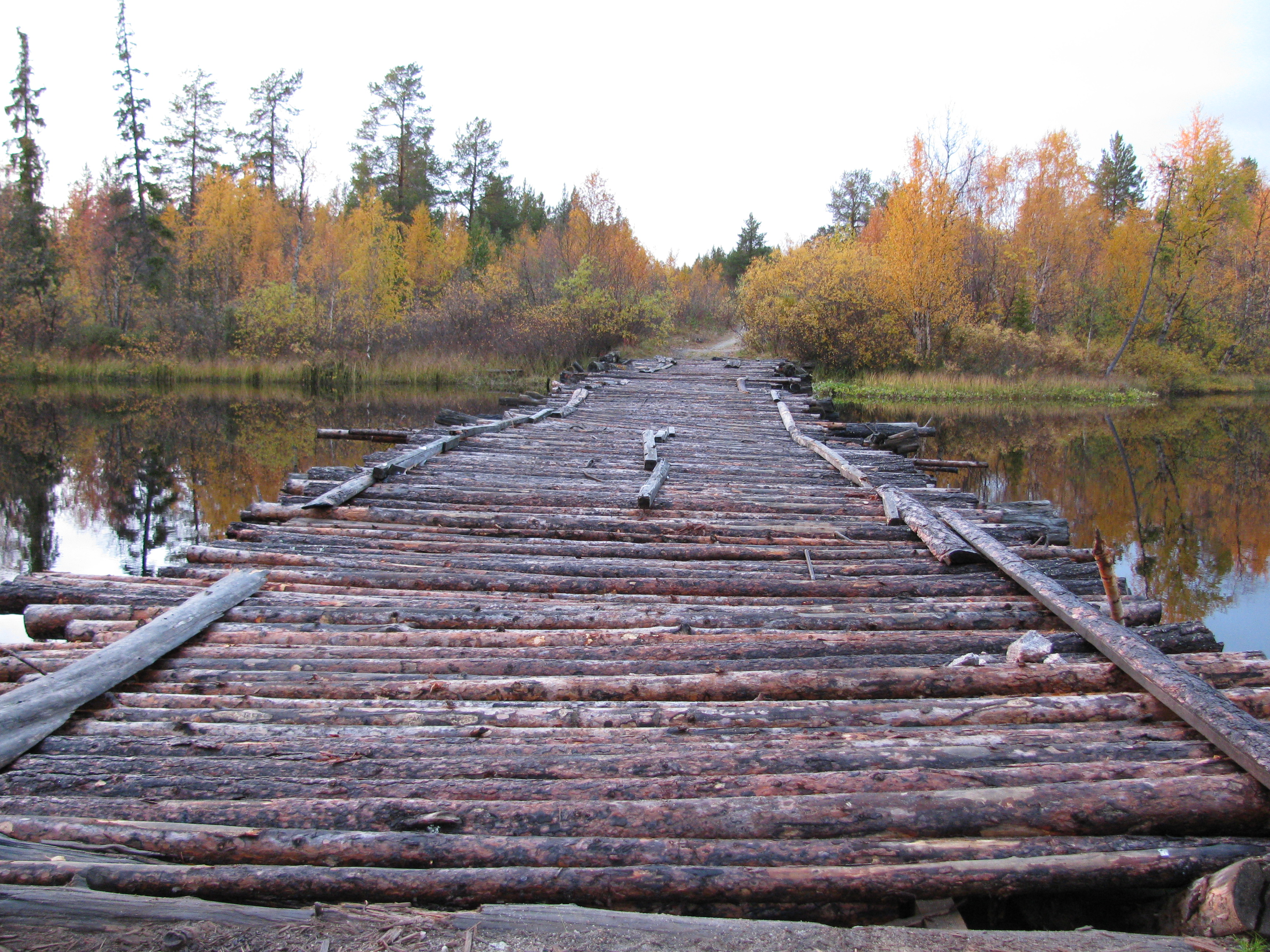
Мост
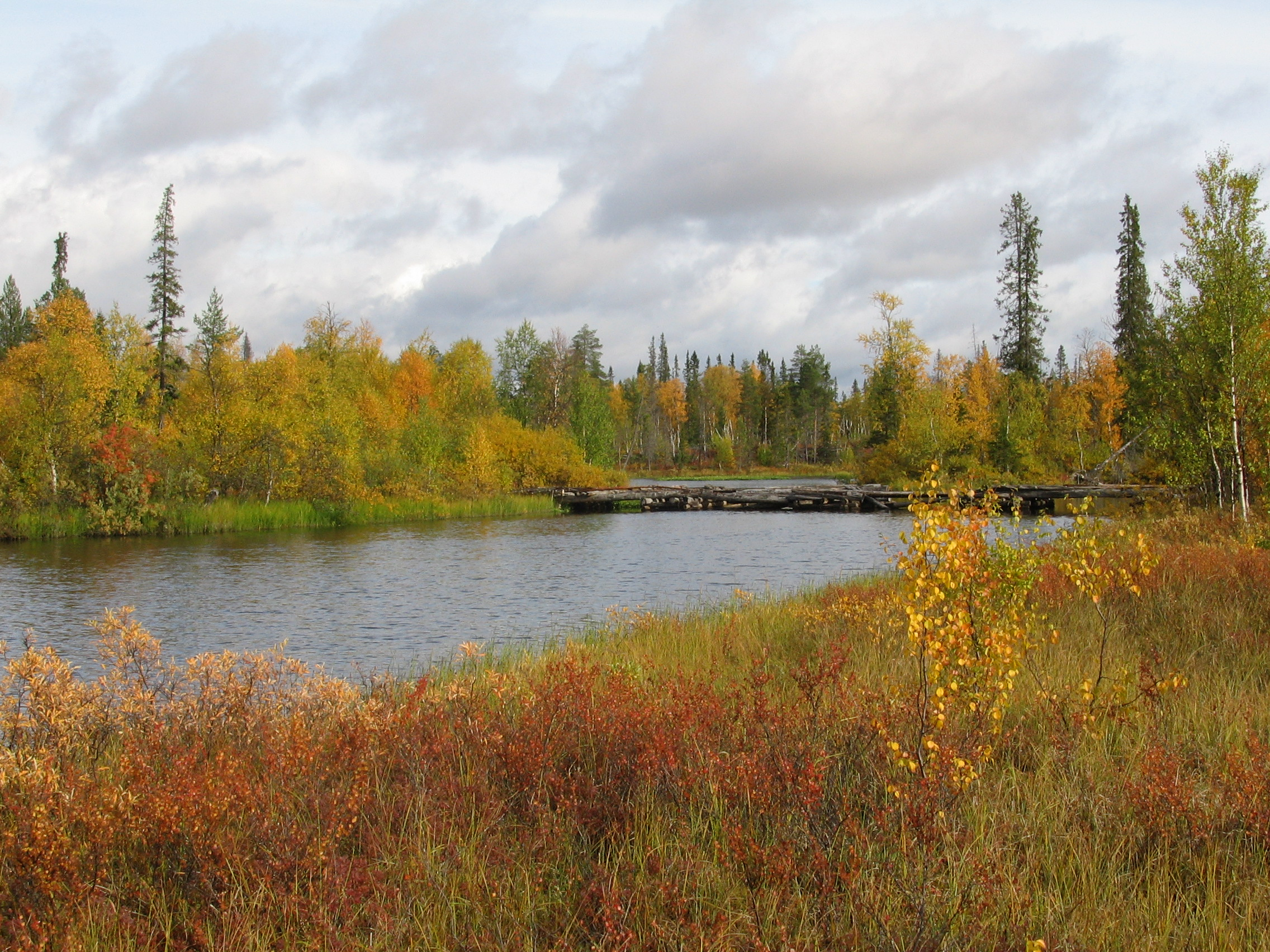
Мост